# 本土民主前線
本土民主前線（ほんどみんしゅぜんせん、略称: 本民前〈ほんみんぜん〉、英語: Hong Kong Indigenous）は2015年1月に成立した本土派の政治団体。2014年の雨傘運動で、香港の泛民主派の主張に同意しなかったメンバーによって結成され、本民前は香港の「民族自決」を主張し、中国共産党政権への抵抗を主張している。

## 主張
香港は独自の歴史、文化、言語（広東語）を有し一つの「民族」とみなすことができる。これは一つの「想像的共同体」である。香港の公民意識を有しており、香港は正体字と粵語を使用する歴史は中国大陸の簡体字と普通語とは異なる。イギリスの植民地統治下において香港は優良な西側諸国の文明が導入され、法治社会、自由経済、言論自由、民権や人権などの追及意識ができた。本土民主前線は中港矛盾を寛容できず、多くの新移民が香港文化を拒絶することも同意できない。
「もし新移民が、香港の共同的な文化、価値を守るのであれば彼らは香港人である。」

## 2016年香港旺角騒乱
本土民主前線の梁天琦は2016年香港旺角騒乱では、衝突の本土派側に回ったことから禁錮6年の実刑判決が出た。
イギリス統治時代に起きた六七暴動では、51人の死者が出たが最高で2年の刑であったことから政治的で重すぎる刑罰との意見がある。

## 議会選での出馬拒否
2016年9月4日の立法議会選挙において梁天琦は選挙期間中も「弾圧に対抗するにはあらゆる手段が必要」「極悪な政府と戦うには、（非暴力という）限界をもうけてはいけない」などと語り、旺角事件での投石や放火行為を否定しなかった。また、一時香港独立を主張したことから、基本法を順守するという誓約書の提出をしたにもかかわらず出馬が認められなかった。

## 召集人の亡命
ドイツが本土民主前線の黄台仰と李東昇2名に政治亡命を認めた。黄台仰は昨年、ドイツメディアのインタビューに対して「もしドイツ政府が香港の司法独立を認定していれば、ドイツは自分たちに難民資格を与えないだろう」と語っていた。
ドイツ議会での講演で『世界は、中国が将来的に民主化するだろうという幻想を辞めるべきです。中国民主化は不可能で、彼等はただ【大国化】だけを望んでいます。彼等は自分たちより立場が弱い者を見下したり、苛めたりして、それを楽しんでいます。』と語った。